# Brahmaea
Brahmaea é um gênero de mariposa pertencente à família Bombycidae.